# Lorenz Ernst
Lorenz Ernst (* 25. September 1890 in Wiesbaden; † 26. Juli 1977 in Frankfurt am Main) war ein deutscher Pädagoge und Mitglied des Provinziallandtages der Provinz Hessen-Nassau.

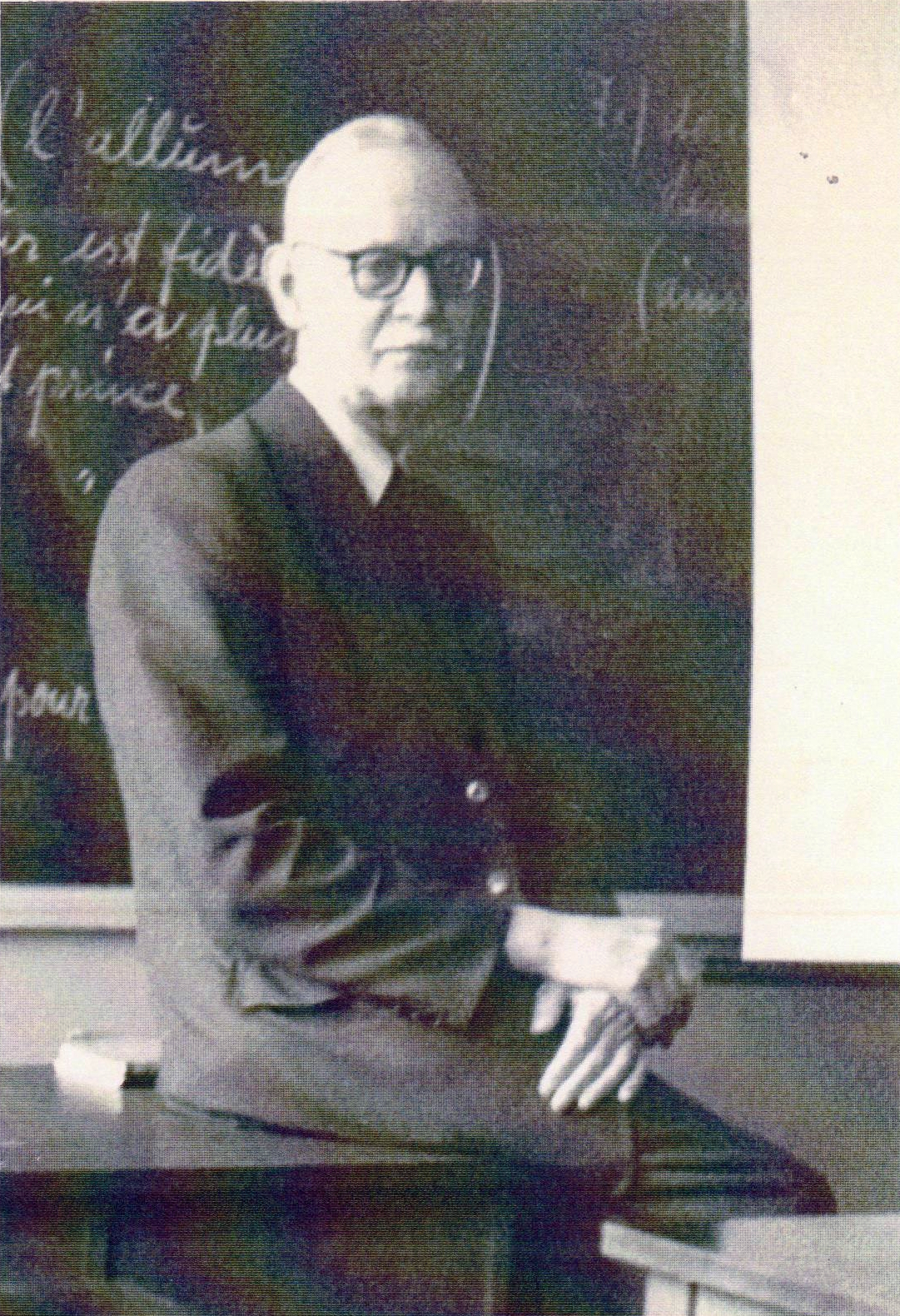
Dr. Lorenz Ernst (1955)

## Leben
Lorenz Ernst war ein Sohn des Rektors Johannes Ernst (1861–1948) und dessen Ehefrau Anna Maria Beudt.
Nach dem Abitur am Humanistischen Gymnasium in Höchst am Main im Jahre 1909 studierte er an der Universität Straßburg sowie an der Ludwig-Maximilians-Universität München die Fächer Deutsch, Französisch und Geschichte und promovierte 1912 in Straßburg zum Dr. phil. Er beschäftigte sich in seiner Dissertation mit Floire et Blancheflor, einer altfranzösischen Liebendichtung. Von 1917 an war er Lehrer am Gymnasium Höchst, wurde 1919 zum Studienrat ernannt und betätigte sich politisch. Ebenfalls 1919 in Höchst, am 23. September, heiratete er Anna Maria Meder (* 18. Januar 1897 in Höchst am Main; †  7. Februar 1963 in Hofheim am Taunus), Tochter des Rentners Josef Meder und der Anna Maria, geb. Wagner.
Ernst war Mitglied der Zentrumspartei bis zu deren Auflösung im Juli 1933.

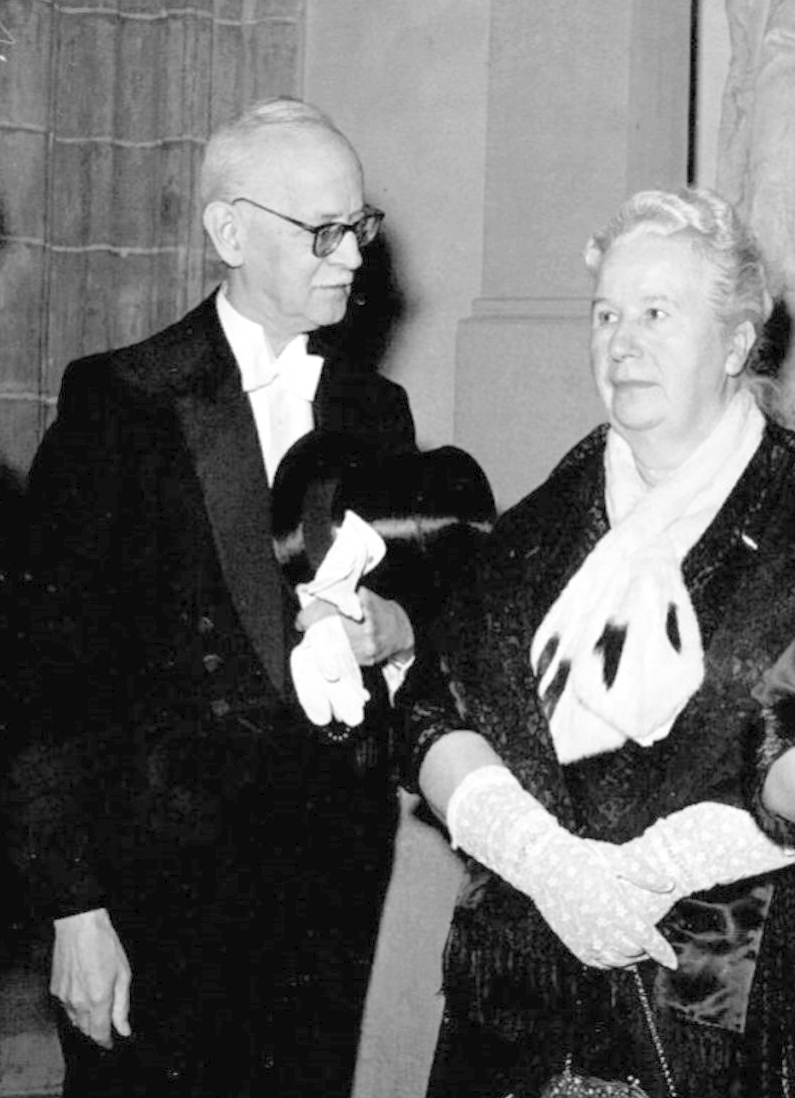
Dr. Lorenz Ernst mit Ehefrau (1960)

Bis 1928 war er Mitglied der Stadtverordnetenversammlung Höchst, als die Stadt Höchst nach Frankfurt eingemeindet wurde. Von 1920 bis 1933 hatte er ein Mandat für den Nassauischen Kommunallandtag des preußischen Regierungsbezirks Wiesbaden bzw. für den Provinziallandtag der Provinz Hessen-Nassau.

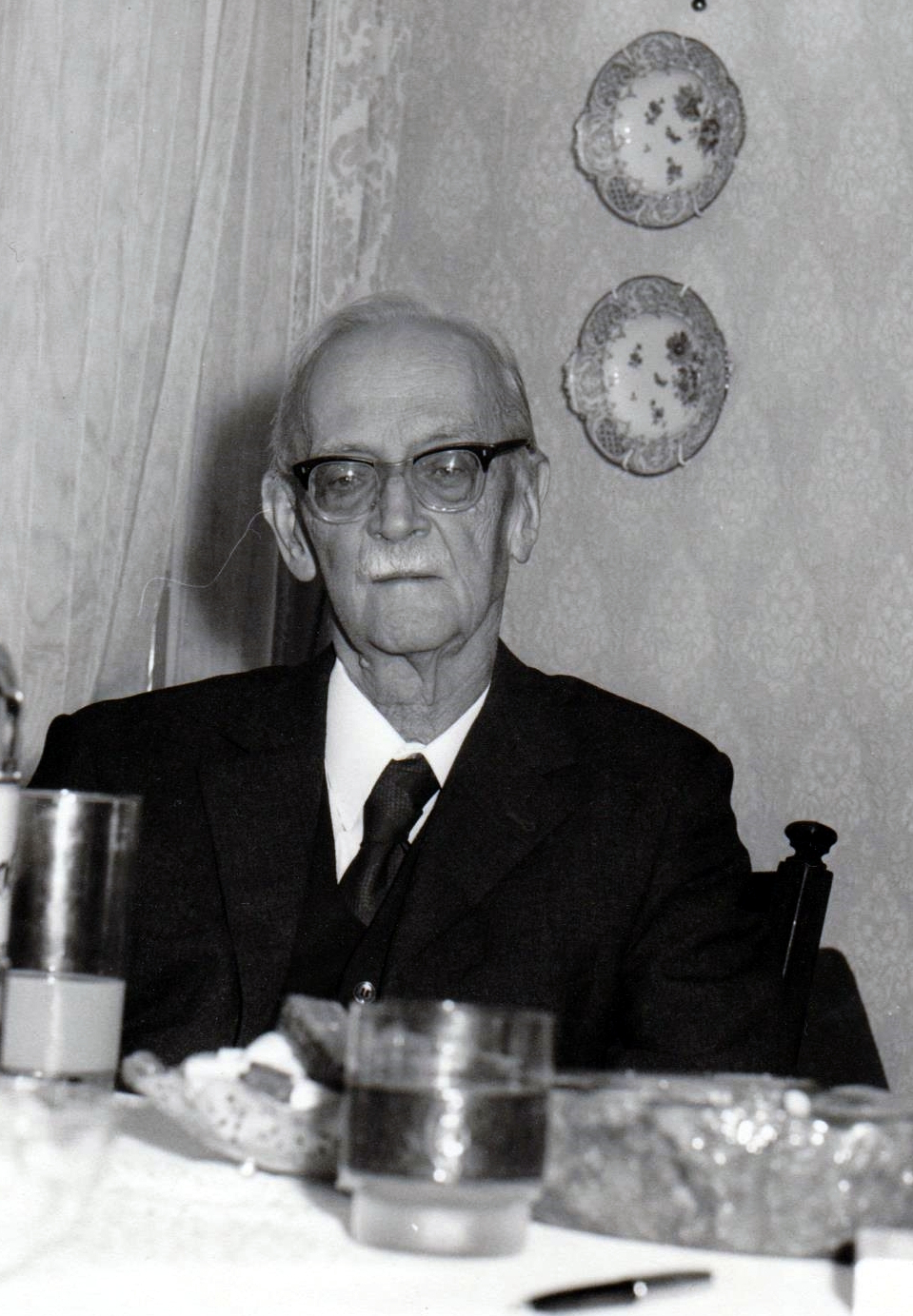
Dr. Lorenz Ernst (undatiert)

1928 wurde er noch zum Studiendirektor befördert und 1933 als „politisch unzuverlässig“ entlassen.
Nach dem Krieg kehrte er in den Schuldienst zurück, wurde Oberstudiendirektor und blieb bis 1958 Leiter der Helene-Lange-Schule, die 1946 auf seine Anregung hin diesen Namen erhielt.

## Auszeichnungen
- 1958 Ehrenplakette der Stadt Frankfurt